# Digital TV-mottagare

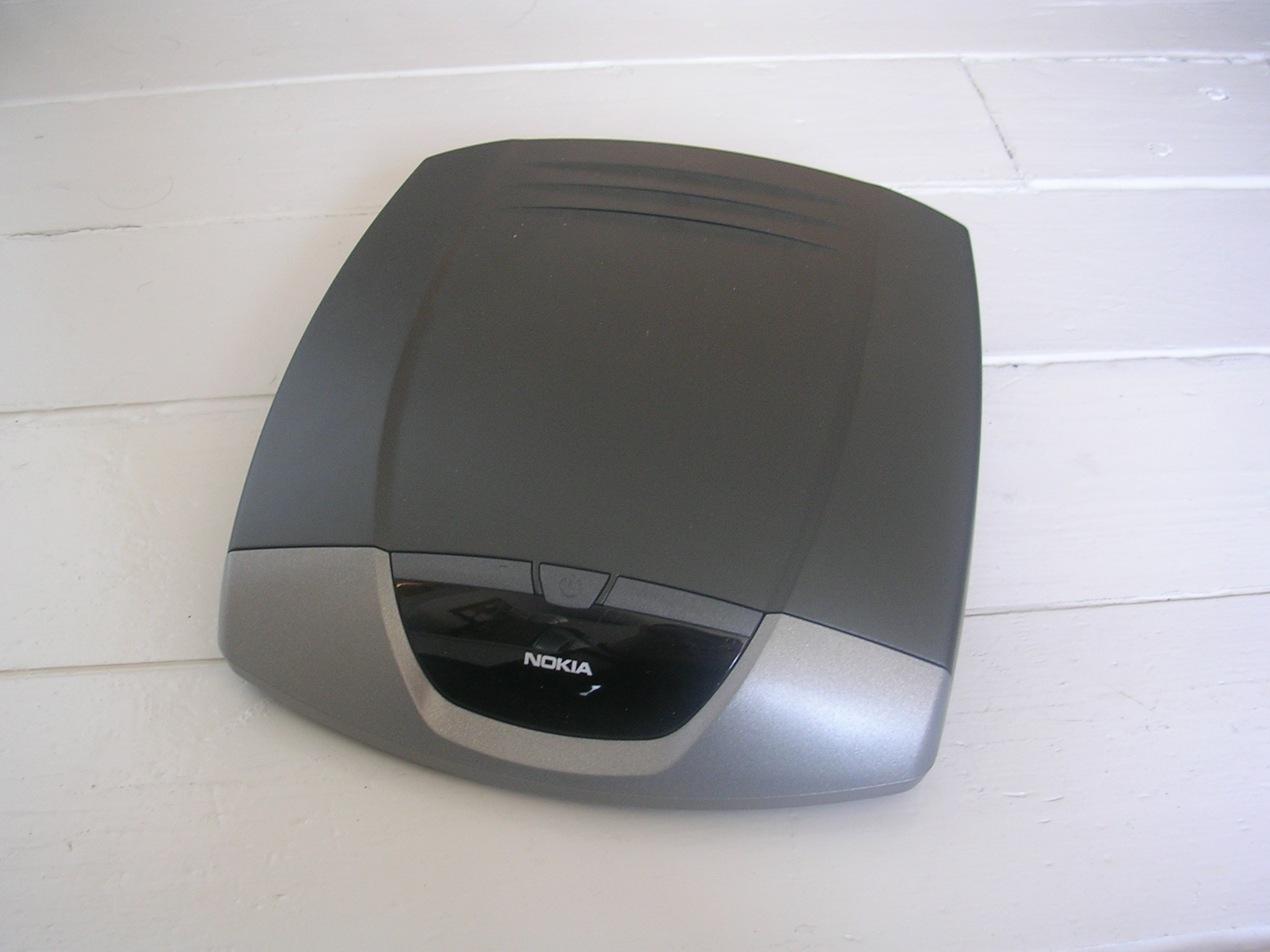
Digitalbox från Nokia

En digital TV-mottagare (när den inte är inbyggd i TV även kallad digitalbox) är en apparat för mottagning och uppspelning av digital television. De flesta nya teveapparater säljs med inbyggd digitalmottagare, så kallade iDTV, ofta felaktigt benämnda "med inbyggd digitalbox".[källa behövs] Digital TV-mottagare finns från enkla modeller, till modeller med kortplats (avsedd för att ta emot betalkanaler) och med extrafunktioner såsom inspelningsfunktion via inbyggd hårddisk eller extern USB-enhet.
HDTV-box är i dagligt tal en digitalbox som även klarar av att ta emot sändningar i HDTV. HDTV-boxarna klarar av att ta emot både SDTV och HDTV.
Det analoga nätet för marksänd TV i Sverige har i dag ersatts helt och hållet, efter en nedsläckningsprocess som pågick under perioden 19 september 2005-29 oktober 2007. Det gör digitala TV-mottagare nödvändiga för att se på marksänd TV i Sverige.
Digital TV-mottagare (marksänt, kabel eller satellit) för Norden skall följa i grunden de tekniska grundkrav som definieras av NorDig. Markmottagare för engelska marknaden följer Digital Terrestrial Groups (DTG) D-book kravspecifikation. Mottagare för övriga europeiska marknaden följer i stort Digital Europe (fd EICTA) E-book (marksänt) eller C-book (kabel), dock vanligen med nationella tilläggsspecifikationer. I grunden är dessa (NorDig, DTG och Digital Europe) relativt lika och det som skiljer NorDig från de övriga är krav på nordiska teckenuppsättningar, undertextning och diverse signaleringsförfarande.